# La Malhoure
La Malhoure település Franciaországban, Côtes-d’Armor megyében. Lakosainak száma 621 fő (2022. január 1.). La Malhoure Penguily, Plénée-Jugon, Plestan és Lamballe-Armor községekkel határos.

## Népesség
A település népességének változása:
| Lakosok száma | 238  | 237  | 266  | 437  | 522  | 558  | 594  | 598  | 611  | 621  |
|               | 1968 | 1982 | 1990 | 2006 | 2013 | 2015 | 2017 | 2019 | 2020 | 2022 |